# Niccolò Bonifazio
Niccolò Bonifazio (Cuneo, 29 oktober 1993) is een Italiaans voormalig wielrenner. Zijn jongere broer Leonardo was ook prof in 2020 en 2021. 

## Palmares

### Overwinningen
2011
GP dell'Arno
3e etappe Ronde van Istrië
2013
2e etappe Coupe des Nations Ville Saguenay, Beloften
2014
6e etappe Ronde van Japan
Coppa Agostoni
2e, 6e en 8e etappe Ronde van Hainan
2015
GP Lugano
7e etappe Ronde van Japan
2016
3e etappe Ronde van Polen
2018
1e etappe Ronde van Kroatië
2019
1e, 2e en 5e etappe La Tropicale Amissa Bongo
Eind- en puntenklassement La Tropicale Amissa Bongo
1e etappe Ronde van Madrid
Puntenklassement Ronde van Madrid
Omloop Mandel-Leie-Schelde
Grote Prijs Jef Scherens
2020
2e etappe Ronde van Saoedi-Arabië
5e etappe Parijs-Nice
2021
Grote Prijs Jef Scherens
2022
4e etappe Route d'Occitanie
2023
2e etappe Ronde van Sicilië

### Resultaten in voornaamste wedstrijden
| Jaar | Ronde van Italië | Ronde van Frankrijk | Ronde van Spanje |
| ---- | ---------------- | ------------------- | ---------------- |
| 2014 |                  |                     |                  |
| 2015 |                  |                     |                  |
| 2016 |                  |                     | opgave           |
| 2017 |                  |                     |                  |
| 2018 | 113e             |                     |                  |
| 2019 |                  | 137e                |                  |
| 2020 |                  | 141e                |                  |
| 2021 |                  |                     |                  |
| 2022 |                  |                     |                  |
| 2023 | opgave           |                     |                  |
| 2024 |                  |                     |                  |

| Jaar | Milaan-San Remo | Gent-Wevelgem | Ronde van Vlaanderen | Parijs-Roubaix | Amstel Gold Race | Ronde van Lombardije | Cyclassics Hamburg | Scheldeprijs |  | Wereldranglijsten |
| ---- | --------------- | ------------- | -------------------- | -------------- | ---------------- | -------------------- | ------------------ | ------------ |  | ----------------- |
| 2014 |                 | opgave        | opgave               | opgave         |                  |                      | 115e               |              |  |                   |
| 2015 | 5e              | opgave        | opgave               | opgave         |                  |                      | 9e                 |              |  | 65e (UWT)         |
| 2016 | 17e             | opgave        |                      |                | opgave           |                      |                    | 5e           |  | 131e (UWT)        |
| 2017 | 96e             | 37e           | opgave               | 89e            |                  |                      | 14e                | 44e          |  | 211e (UWT)        |
| 2018 |                 |               |                      |                |                  |                      | 9e                 |              |  | 156e (UWT)        |
| 2019 | 131e            |               |                      |                |                  |                      |                    | opgave       |  | 134e (UWR)        |
| 2020 | 46e             | opgave        |                      |                |                  |                      |                    | ↑            |  |                   |
| 2021 | 63e             |               |                      |                |                  |                      |                    |              |  |                   |
| 2022 | 49e             |               |                      |                |                  |                      |                    |              |  |                   |
| 2023 | 77e             |               |                      |                |                  | opgave               |                    |              |  |                   |
| 2024 | 68e             |               |                      |                |                  |                      |                    |              |  |                   |

### Resultaten in kleinere rondes
| Jaar | Tour Down Under | Tirreno-Adriatico | Parijs-Nice | Ronde van Romandië | Critérium du Dauphiné | Ronde van Zwitserland | Ronde van Polen | Eneco Tour |
| ---- | --------------- | ----------------- | ----------- | ------------------ | --------------------- | --------------------- | --------------- | ---------- |
| 2014 |                 |                   |             |                    |                       |                       | opgave          | 87e        |
| 2015 | 84e             |                   | 64e         |                    |                       | buiten tijd           | opgave          |            |
| 2016 |                 |                   | 95e         | 94e                | opgave                |                       | opgave (1)      |            |
| 2017 | 104e            |                   | opgave      |                    |                       | 89e                   | 83e             |            |
| 2018 |                 |                   |             |                    |                       |                       | 89e             |            |
| 2019 |                 |                   | 105e        |                    |                       |                       |                 |            |
| 2020 |                 |                   | opgave (1)  |                    |                       |                       |                 |            |
| 2021 |                 | 116e              |             |                    |                       |                       |                 |            |
| 2022 |                 |                   | opgave      |                    |                       |                       |                 |            |
| 2023 |                 | 84e               |             | 107e               |                       |                       |                 |            |

(*) tussen haakjes aantal individuele etappe-overwinningen

## Ploegen
- 2013 –  Lampre-Merida (stagiair vanaf 1 augustus)
- 2014 –  Lampre-Merida
- 2015 –  Lampre-Merida
- 2016 –  Trek-Segafredo
- 2017 –  Bahrain-Merida
- 2018 –  Bahrain-Merida
- 2019 –  Team Total Direct Energie[a]
- 2020 –  Team Total Direct Energie
- 2021 –  Team Total Direct Energie
- 2022 –  Team TotalEnergies
- 2023 –  Intermarché-Circus-Wanty
- 2024 –  Team Corratec-Vini Fantini

Wielerploegen van Niccolò Bonifazio
Anacona ·
Bono ·  
Cattaneo ·
Cimolai ·   
Cunego ·
Dodi ·
Đurasek ·
Favilli ·
Ferrari ·
Graziato ·
Lloyd ·
Malori ·
Mori ·
Niemiec ·
Palini ·
Petacchi (tot 23/04) ·
Pietropolli ·
Polanc ·
Pozzato ·
Richeze ·
Scarponi ·
Serpa ·
Stortoni ·
Ubeto ·
Ulissi ·
Viganò ·
Wackermann ·
Bonifazio (stagiair) ·
Cambianica (stagiair) ·
Conti (stagiair)
Anacona · Bonifazio · Bono · Cattaneo · Cimolai · Conti · Costa  · Cunego · Dodi · Đurasek · Favilli · Ferrari · Horner · Modolo · Mori · Niemiec · Oliviera · Palini · Polanc · Pozzato · Richeze · Serpa · Ulissi · Valls · Wackermann · Xu · Kasjavy (stagiair) · Vaccher (stagiair)
Bonifazio · Bono · Cattaneo · Cimolai · Conti · M. Costa · R. Costa · Đurasek · Feng · Ferrari · Grmay · Kasjavy · Modolo · Mori · Niemiec · Oliviera · Pibernik · Plaza · Polanc · Pozzato · Richeze · Serpa · Ulissi · Valls · Xu · Ganna (stagiair) · Pacioni (stagiair) · Ravasi (stagiair)
Alafaci · Arredondo · Beppu · Bernard · Bobridge · Bonifazio · Cancellara   · Coledan · Devolder · Didier · Felline · Hesjedal · Irizar · Mollema · Nizzolo · Popovytsj · van Poppel · Rast · Reijnen · Schleck · Stetina · Stuyven · Theuns · Zoidl · Zubeldia · Allegaert (stagiair) · Mosca (stagiair)
Agnoli · Arashiro · Boaro · Bole · Bonifazio · Božič · Brajkovič · Cink · Colbrelli · Feng · García · Gasparotto · Grmay · Haussler · Insausti · Izagirre · Moreno · Navardauskas · A. Nibali · V. Nibali · Novak · Pellizotti · Per · Pibernik · Siwtsow · Visconti · Wang · Garosio (stagiair) · Padoen (stagiair) · Toniatti (stagiair)
Agnoli · Arashiro · Boaro · Bole · Bonifazio · Božič · Colbrelli · Feng · García · Gasparotto · Haussler · G. Izagirre · J. Izagirre · Koren · Mohorič · Navardauskas · A. Nibali · V. Nibali · Novak · Padoen · Pellizotti · Per · Pernsteiner · Pibernik · Pozzovivo · Siwtsow · Visconti · Wang
Bonifazio · Boudat · Burgaudeau · Calmejane · Cardis · Cousin · Gaudin · Gène · Grellier · Hivert · Journiaux · Ligthart · Nauleau · Ourselin · Petit · Pichot · Quéméneur · Sellier · Sicard · Taaramäe · Terpstra · Tulik · Turgis
Boasson Hagen · Bodnar · Bonifazio · Burgaudeau · Cabot · de la Parte · Doubey · Dujardin · Ferron · Geniez (tot 31/5) · Grellier · Jousseaume · Latour · Lawless · Manzin · Oss · Ourselin · Rodríguez · J. Sagan · P. Sagan · Simon · Soupe · Terpstra · Turgis · Van Gestel · Vuillermoz · Devanne (stagiair) · Vercher (stagiair)
Bonifazio · Bystrøm · Calmejane · Costa · De Gendt · De Pooter · Girmay · Goossens · Herregodts · Huys · Johansen · Marit · Meintjes · Mihkels · Page · Paquot · Petilli · Petit · Planckaert · Rex · Rota · Smith · Taaramäe · Teunissen · Thijssen · van der Hoorn · van Poppel · Vliegen · Zimmermann
Amella · Baldaccini · Balmer (vanaf 14/5) · Bonifazio · Conti · Darbellay · Debons · González (vanaf 31/3) · Iacchi · Mareczko · Masotto · Monaco · Murgano · Olivero · Padoen · Ponomar · Samudio (vanaf 1/8) · Quartucci · Sbaragli · Stewart · Stöckli · Tsarenko · van Empel · Viviani · Zambelli · Bögli (stagiair) · Parravano (stagiair) · Tissières (stagiair)